# Henry Bemrose
Pour les articles homonymes, voir Bemrose.
Henry Howe Arnold Bemrose FGS (13 mars 1857, Derby - 17 juillet 1939, Derby) est un imprimeur, éditeur et géologue anglais .

## Biographie
Au début de la vie, il prend le nom de "Arnold-Bemrose" pour distinguer son nom de celui de son père, Sir Henry Howe Bemrose (1827-1911) et, à la mort de son père, revient au nom "Bemrose". Arnold-Bemrose est diplômé BA en 1879 du Clare College de Cambridge, puis entre dans l'imprimerie de son père, Bemrose and Sons, où il est actif pendant plus de cinquante ans . Arnold-Bemrose obtient sa maîtrise en 1882 et son Sc.D. en 1908 du Clare College de Cambridge. Il est le maire de Derby pour 1909 .
Il publie plus de vingt articles traitant principalement de géologie, ainsi que le livre de 1910 Derbyshire sur la géologie, l'histoire, les antiquités et l'architecture du comté . Il reçoit la médaille Murchison en 1938.